# 32. pehotna divizija (Avstro-Ogrska)
32. pehotna divizija (izvirno nemško 32. Infanterie-Division oz. nemško 32. Infanterietruppendivision) je bila pehotna divizija avstro-ogrske kopenske vojske, ki je bila aktivna med prvo svetovno vojno.

## Organizacija
Maj 1941
- 63. pehotna brigada
- 64. pehotna brigada
- 11. poljskotopniški polk
- 4. poljskohavbični polk
- 4. težkohavbični divizion

## Poveljstvo
Poveljniki
- Andreas Fail-Griessler: avgust - september 1914
- Ludwig Goiginger: september 1914 - marec 1915
- Rudolf von Willerding: marec 1915 - december 1917
- Karl Bellmond von Adlerhorst: december 1917 - november 1918